# 27564 Astreichelt
27564 Astreichelt este un asteroid din centura principală de asteroizi.

## Descriere
27564 Astreichelt este un asteroid din centura principală de asteroizi. A fost descoperit pe 27 mai 2000 la Socorro, New Mexico, în cadrul proiectului LINEAR. Asteroidul prezintă o orbită caracterizată de o semiaxă mare de 2,76 ua, o excentricitate de 0,09 și o înclinație de 8,5° în raport cu ecliptica.